# Цхинвали
Цхинва́ли (груз. ცხინვალი, МФА: [t͡sʰχinʷali]о файле; осет. Цхинвал, Чъреба, МФА: [t͡sχinˈväɫ], [ˈt͡ʃʼɾebɑ]о файле), или Цхинва́л, — город на Южном Кавказе. Согласно административно-территориальному делению частично признанной Южной Осетии, является столицей и центром Цхинвальского района, но не входит в его состав, составляя отдельную административную единицу; согласно административно-территориальному делению Грузии, входит в Горийский муниципалитет края Шида-Картли.
Находится на реке Большая Лиахви, на высоте 870 метров над уровнем моря. Главный политический, культурный, экономический и промышленный населённый пункт частично признанной Южной Осетии.
До 1990 года являлся административным центром Юго-Осетинской автономной области, властями которой впоследствии была провозглашена Республика Южная Осетия.

## Этимология
Среди картвелологов распространена версия о происхождении от грузинского (груз. ქრცხინვალი (Крцхинвали, Кцхинвали)) топонима, дословно означающего «земля грабов». В русскоязычных источниках вплоть до первой половины XX века назывался Цхинвал.
17 марта 1934 года в честь Иосифа Сталина город Цхинвали был переименован в Сталинир, или Сталинири.
24 ноября 1961 года город был переименован в Цхинвали.
В 1991 году властями Южной Осетии было официально утверждено название Цхинвал, фактически используемое и в советское время параллельно с Цхинвали. Также в быту употребляется неофициальное название города — осет. Чъреба (Чреба), название происходит от груз. კრება (ḳréba) «собрание, сбор», так как для осетин исторически этот город был торговым пунктом.
Российскими государственными СМИ, президентом Дмитрием Медведевым, президентом и председателем правительства Владимиром Путиным, другими должностными лицами и в российских официальных документах, в том числе в указах Президента России, до войны августа 2008 года в соответствии с «Инструкцией по передаче осетинских географических названий» 1969 года (применяемой вплоть до настоящего времени) использовалось название Цхинвали. 26 августа 2008 года в своём заявлении Президент Дмитрий Медведев уже использовал название Цхинвал. Осенью Росреестр по согласованию с МИД России официально распорядился использовать для города Цхинвали название Цхинвал, остальные населённые пункты Южной Осетии при этом сохранили в русском языке, применяемом в Российской Федерации, старые (советские) названия.
23 ноября 2009 года городу Цхинвал было присвоено почётное звание города-героя с вручением ордена «Уацамонга».
В целях сохранения исторической памяти и в связи с 75-летием Победы в Великой Отечественной войне президент Республики Южная Осетия А. И. Бибилов 27 апреля 2020 издал указ «Об использовании наименования „город Сталинир“», в котором при проведении мероприятий, связанных с Великой Отечественной войной, вместе с названием Цхинвал используется наименование Сталинир. В Указе перечислены памятные даты: День победы (9 мая) и день начала Великой отечественной войны (22 июня).

## Население
| 1886    | 1897    | 1939    | 1959    | 1970    | 1979    | 1989    |
| ------- | ------- | ------- | ------- | ------- | ------- | ------- |
| 3832    | ↗3963   | ↗13 810 | ↗21 641 | ↗30 311 | ↗34 794 | ↗42 934 |
| 2012    | 2015    | 2021    |         |         |         |         |
| ↘28 664 | ↗30 432 | ↗32 906 |         |         |         |         |

|               | чел.   | %        |
| ------------- | ------ | -------- |
| Осетины       | 29 712 | 95,35 %  |
| Грузины       | 635    | 1,76 %   |
| Русские       | 601    | 1,57 %   |
| Армяне        | 539    | 1,11 %   |
| Украинцы      | 75     | 0,25 %   |
| Азербайджанцы | 42     | 0,14 %   |
| Таджики       | 33     | 0,11 %   |
| Греки         | 21     | 0,07 %   |
| Белорусы      | 9      | 0,03 %   |
| Абхазы        | 8      | 0,03 %   |
| не указали    | 87     | 0,29 %   |
| другие        | 792    | 0,30 %   |
| всего         | 32432  | 100,00 % |

## История

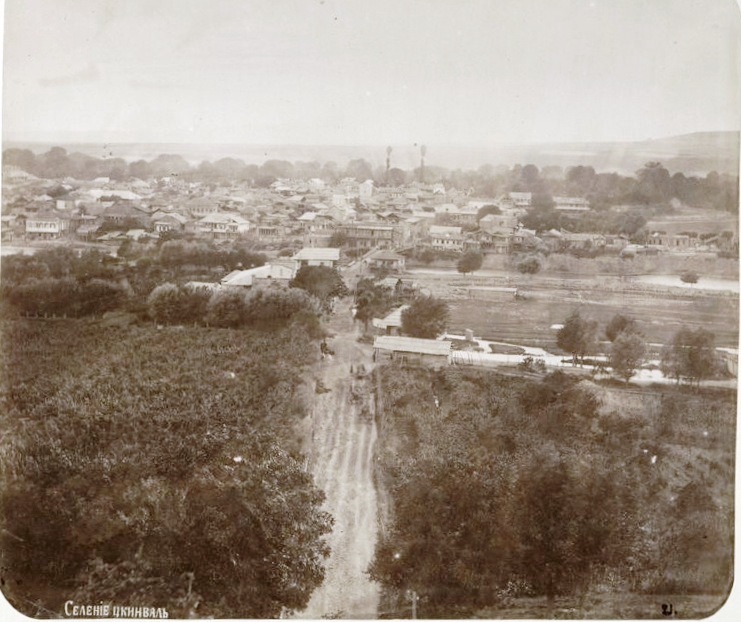
Селение Цхинвал, 1886 год

Археологи выявили, что на месте Цхинвала человек жил с бронзового века, причём в находках мешаются элементы иберийской и Колхидской, сарматской культуры. Историк Платон Иоселиани считал, что Цхинвал основал царь Аспарух I в 230-е годы. В 1392 году оно уже упоминается в документе как город. Долгое время Крцхинвали был селом, где жили крепостные монастыря Светицховели в городе Мцхета, а к XVIII веку он стал в большей степени торговым городом, который находился на земле князей Мачабели, но принадлежал не князьям, а царю. Вахушти Багратиони писал, что Крцхинвали — маленький город, с хорошим воздухом, населённый изначально грузинами, армянами и евреями.
Согласно статистическому отчёту 1770 года в «Кцхилвани» было 700 дворов, «и в нем обитают православные грузины, армяне и евреи с хизанами же». Хизане — это такая форма зависимости. 700 дворов — это больше, чем в Гори, чуть меньше, чем в Телави и в 7 раз больше, чем Сигнахи.
В те годы это был транзитный город. Основная дорога, по описанию Гильденштедта, шла через Мухрани — Цхинвал — Сурами — Вахани.
В имперскую эпоху город рос, формировалась какая-то торговля, город состоял из разных этнических кварталов. После 1865 года крепостное право было отменено, и это освободило огромное количество крестьян-евреев в Шида-Картли. Они стали переезжать в Цхинвал и открывать там коммерцию. К 1883 году здесь жило уже 2583 человека, из которых половина (1298) были евреями. Еврейская община стала одной из крупнейших в Грузии, и даже занималась просветительской деятельностью.
12 декабря 1921 года была создана автономная область Южная Осетия, при этом Цхинвал стал её административным центром, хотя прилегающий Цхинвальский район оставили в подчинении Горийского уезда «впредь до перелома настроения населения».
Советская власть в 1930-е годы придушила еврейскую религиозную жизнь и прикрыла синагоги. Город в 1934 году был переименован в Сталинири, и только после осуждения культа личности, в 1961 году, ему вернули историческое название.
Примерно до 1900 года численность населения была относительно стабильна, но затем начала расти. В 1939 году было почти 14 000, в 1970 году 30 000. Можно предполагать, что в ходе индустриализации сюда начали переселять жителей некоторых горных регионов. В 1960 году осетины стали в городе национальным большинством.
В 1970 году часть евреев выехала в Израиль, и по статистике 1989 года (последней советской статистике) в городе проживало 42333 человека, из коих осетин было 75 %, грузин 16 %, русских 4 %, а евреев уже менее процента.
Расположенный на торговом пути, который связывал Северный Кавказ с Тифлисом и Гори, Цхинвал постепенно превратился в торговый центр со смешанным еврейско-грузинско-армяно-осетинским населением.
Южная Осетия впервые оказалась в зоне статистического учёта населения во время первой и единственной всеобщей переписи населения Российской империи, которая была проведена в 1886 году, согласно которой в Цхинвале было зарегистрировано всего несколько десятков осетин.
По данным Центрального статистического комитета осетины в основном проживали в Цхинвальском участке (33680 человек).

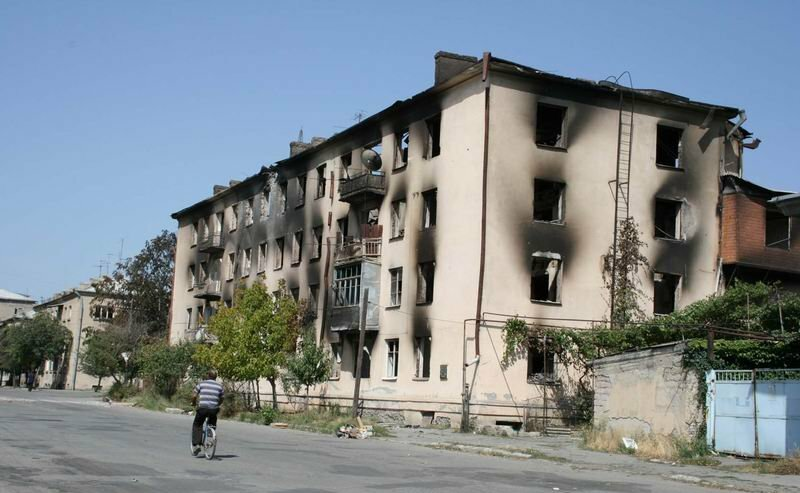
Жилое здание в Цхинвале после артиллерийского обстрела города. Фото 18 августа 2008 года

В 1917 году евреев в городе было 38,4 %, грузин — 34,4 %, армян — 17,7 %, осетин — 8,8 %.
В 1918—1920 годы в городе происходили столкновения между грузинской народной гвардией и про-большевистскими осетинскими крестьянами. Советская власть была установлена Красной Армией в марте 1921 года, а год спустя, в 1922 году, Цхинвал стал столицей Юго-Осетинской автономной области в составе Грузинской ССР.
По состоянию на 1955 год в городе существовали три библиотеки, драматический театр, музыкальная школа, типография, краеведческий музей С 1935 года до настоящего времени в городе действует педагогический институт (ныне — Юго-Осетинский государственный университет им. А. А. Тибилова).
В 1959 году осетины составляли уже большинство населения Цхинвали. Город стал главным промышленным центром ЮО АО, с лесопилками, мельницами и заводами. Согласно переписи населения СССР 1989 года, население Цхинвала составляло 42 934 человек.
Перед началом грузино-осетинского конфликта в 1990-х годах большая часть грузинского населения (включая крупную грузиноязычную еврейскую общину) покинула город. Во время обострения конфликта Цхинвали был ареной межэтнической напряжённости и последующего вооружённого противостояния между грузинской и осетинской армиями.
В июне 1992 года вице-президент России Александр Руцкой (Борис Ельцин в это время был с визитом в США) отдал приказ о нанесении авиационных ударов по грузинской группировке, обстреливавшей Цхинвал, и позвонил Эдуарду Шеварднадзе, пригрозив бомбардировкой Тбилиси. Боевые действия прекратились. 24 июня 1992 года Борис Ельцин и Эдуард Шеварднадзе при участии представителей Северной Осетии и Южной Осетии подписали Сочинское соглашение о прекращении огня, согласно которому в Цхинвали базировались смешанные миротворческие силы и размещались наблюдатели от ОБСЕ.
После Сочинского договора с 1992 по 2004 год наступило мирное время, однако в 2004 году ситуация в регионе снова начала обостряться (см. Обострение грузино-осетинских отношений (2004)).
Во время массивных обстрелов города со стороны Грузии сгорело практически полностью здание Юго-осетинского государственного драматического театра имени Коста Хетагурова.
В 2000 году центральную улицу Ленина переименовали в проспект Алана Джиоева, национального героя Осетии.

### Война в августе 2008 года
До августа 2008 года в городе проживало 30 тысяч человек. В преддверии войны 2008 года со 2 по 8 августа производилась массовая эвакуация населения. В ночь на 8 августа грузинские войска предприняли штурм города с применением реактивной артиллерии и бронетехники, однако не смогли захватить город из-за российского военного вмешательства. К 10 августа российские войска установили полный контроль над городом.
В ходе войны власти Южной Осетии заявляли, что при штурме Цхинвала и соседних сёл погибло до полутора тысяч местных жителей, в дальнейшем это число не подтвердилось, и официальное число погибших гражданских во всей Южной Осетии составило 162 человек. С 12 августа началось возвращение беженцев.
По словам бывшего мэра Цхинвала Роберта Гулиева, в городе в результате миномётно-артиллерийских обстрелов и действий грузинских войск было повреждено около 80 % зданий. Заместитель министра регионального развития Российской Федерации Владимир Бланк сообщал, что каждое десятое здание в городе не подлежит восстановлению, а 20 % получили повреждения различной степени. На основании данных спутниковой фотосъёмки, полученных в конце августа 2008 года и не сопровождавшихся обследованием на месте, 175 зданий Цхинвала были полностью уничтожены, ещё 55 — разрушены (суммарно, 5 % от общего числа строений).

### Восстановление
Некоторое время в Северной и Южной Осетии на неофициальном уровне обсуждался вопрос о возможном переносе города, однако эта идея не получила воплощения.
По соглашению с Южной Осетией, российскому строительному подразделению СУ-155 в конце августа 2008 было выделено 60 гектаров для строительства нового микрорайона. Было запланировано построить около 80 000 квадратных метров жилья в течение года.
31 августа 2009 произошло торжественное открытие нового микрорайона «Московский», возведённого на деньги, выделенные из бюджета города Москвы. Этот факт вызвал негодование Грузии, поскольку микрорайон возведён на месте сожжённого в августе 2008 года грузинского села Тамарашени. В ответ в МИДе Южной Осетии сказали, что строительство велось на той территории бывшего села, где ранее располагались виноградники, а не жилые постройки.
В ходе боёв был повреждён газопровод Агара — Цхинвал, идущий со стороны Грузии. 26 августа 2009 года был запущен газопровод «Дзуарикау — Цхинвал», идущий напрямую из России в Южную Осетию.
Было восстановлено повреждённое водоснабжение города по водоводу Едис — Цхинвал.
После войны отремонтированы почти все социально значимые объекты, а также объекты культуры: Национальный музей Южной Осетии, новое здание государственного ансамбля песни и танца «Симд». В 2018 году открыт Юго-осетинский драматический театр им. Коста Хетагурова.

## Достопримечательности

#### Религиозные сооружения
- Церковь св. Георгия Кавтинского[73](VIII—IX века)
- Монастырь Тири (XIII век) в 9 км. к северо-западу от Цхинвала

- Собор Рождества пресвятой Богородицы (1718)
- Квирацховельская, Згудерская церковь св. Георгия. В ходе войны в Грузии в августе 2008 года часть из них была полностью разрушена, часть — серьёзно повреждена[74][75].
- Церковь Святого Николая (Цхинвал) (XIX век)
- Успенская церковь (Цхинвал) (XIX век)

- Храм Пресвятой Троицы
- Синагога

#### Памятники
- Памятник Васо Абаеву,

- Памятник Коста Хетагурову — основоположнику осетинской литературы, поэту, детскому писателю, художнику, фольклористу, публицисту, революционеру.

- Памятник Торезу Кулумбегову — национальному лидеру, председателю Верховного Совета Южной Осетии
- Памятник генералу Иса Плиеву
- Памятник Александру Пушкину
- Памятник Сергею Коблову[76][77]
- Памятник Санакоеву Владимиру Аржевановичу[78]
- Памятник И. В. Сталину
- Военный мемориал во дворе пятой школы. В 1992 году, во время южноосетинской войны, здесь во дворе между школой и соседними пятиэтажками, были похоронены около 500 жителей Южной Осетии — ополченцев, цхинвальских омоновцев, горожан и беженцев.
- Мемориал Великой Отечественной войны

### Еврейский квартал

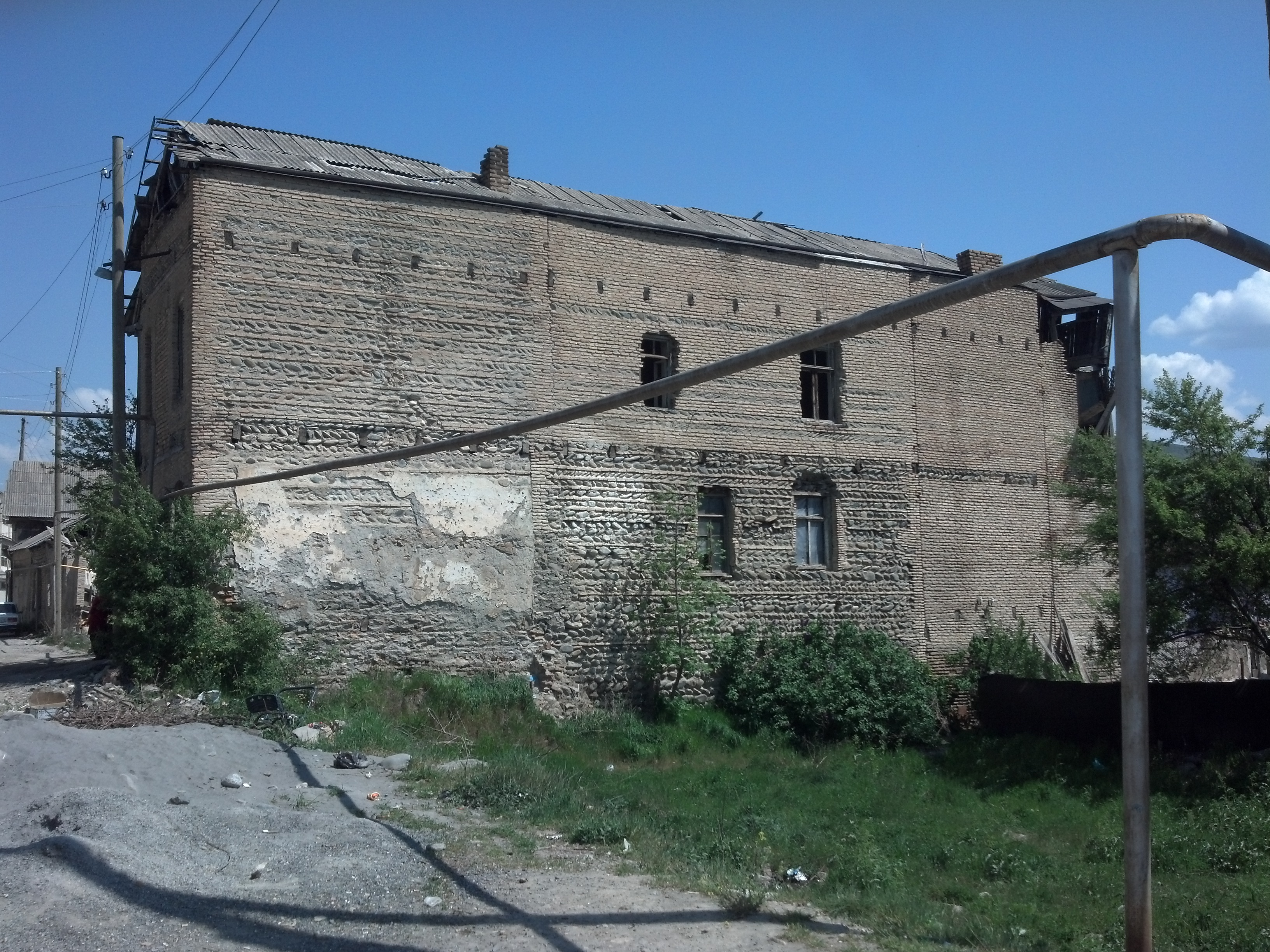
Здание в еврейском квартале Цхинвала

Еврейский квартал — одна из наиболее живописных частей Старого Цхинвала, где со Средних веков проживали ремесленники и торговцы — этнические евреи. В 1922 году евреи составляли 36,3 % населения города.
С началом грузино-осетинского конфликта в 1991 году большинство евреев были вынуждены покинуть город вместе с грузинскими беженцами. В ходе боевых действий в 1992 году постройки в Еврейском квартале, включая местную синагогу серьёзно пострадали. В августе 2008 года в результате артобстрелов квартал подвергся значительным разрушениям. Бывший экономический советник президента РФ Андрей Илларионов, побывавший в октябре 2008 на развалинах еврейского квартала, заявил, что эта часть города произвела на него впечатление давно заброшенного места. По наблюдениям Илларионова, прямо посреди развалин растут кустарники и деревья высотой до нескольких метров.

## Образование
- 17 детских садов,
- 15 средних общеобразовательных школ, русскоязычных и осетиноязычных,
- Православная гимназия им. Валерия Хубулова,
- Школа-интернат,
- Лицей искусств им. Аксо Колиева,
- Детская школа искусств,
- Художественная школа,
- Цхинвальская детская музыкальная школа № 1 им. Бориса Галаева,
- Цхинвальская детская музыкальная школа № 2 им. Битиева,
- Цхинвальская детская музыкальная (с эстрадным уклоном) «Бонварнон»,
- Цхинвальский многопрофильный колледж,
- Цхинвальское музыкальное училище им. Феликса Алборова (Музыкальное отделение, хореографическое, актёрское),
- Цхинвальское художественное училище им. М. С. Туганова,
- Цхинвальское медицинское училище им. Н. В. Карсанова,
- Юго-Осетинский государственный университет им. А. Тибилова,
- Юго-Осетинский научно-исследовательский институт им. З. Н. Ванеева,
- Академия красоты.

## Медицина
В июле 2018 года образовано государственное бюджетное учреждение здравоохранения «Республиканский многопрофильный медицинский центр», которое включило в себя:
- «Детскую республиканскую больницу»,
- «Республиканскую больницу»,
- «Родильный дом»,
- «Цхинвальскую городскую поликлинику»,
- «Цхинвальскую районную поликлинику»,
- «Республиканский противотуберкулезный диспансер»,
- «Республиканская станция скорой и неотложной медицинской помощи»,
- «Республиканский врачебно-физкультурный диспансер»,
- «Республиканский наркологический диспансер»,
- «Республиканский кожно-венерологический диспансер»,
- «Бюро-судебно медицинской экспертизы».

## Культура
Проводится международный кинофестиваль «Золотой Барс».
- Юго-Осетинский государственный драматический театр имени Коста Хетагурова[85],
- Государственный киноконцертный зал «Чермен»[86],
- Государственный национальный музей,
- Государственная центральная библиотека,
- Государственный академический заслуженный ансамбль песни и танца «Симд»,
- Государственный оркестр осетинских народных инструментов «Айзалд»,
- Президентский мужской хор осетинской хоровой песни,
- Дом-музей Васо Абаева,
- Дом-музей композитора, фольклориста Бориса Галаева,
- Южноосетинский «КВН».

## СМИ
- Государственная телерадиокомпания «Ир»[87];
- «ЮОГУ ТВ»[88];
- Государственная информационное агентство «Рес»[89];
- Информационное агентство «АЛАНИЯинформ»[90];
- Радио «Южный город»[91];
- Газета «Южная Осетия»[92];
- Газета «Хурзарин»[93];
- Газета «Республика»[94];
- Журнал «Фидиуæг»[95];
- «Sputnik Южная Осетия»[96].

## Транспорт
Железнодорожное сообщение прекратилось с началом первого грузино-осетинского конфликта в начале 1990-х годов.
Несмотря на небольшую численность населения (46 тыс. жит. на 1989 г.), в г. Цхинвали 25 июня 1982 года было открыто движение троллейбусов по одному маршруту: «Текстильная фабрика — Вокзал — Площадь Героев». В декабре 1990 года движение троллейбусов было остановлено.
В современном Цхинвале действует автобусное сообщение (раз в 10-15 минут) и службы такси. Подвижной состав городского автобуса представлен подержанными машинами ЛиАЗ-5256, которые были подарены Россией после войны 2008 года и ранее работали в Московской области. Все маршруты городского, междугороднего и международного автобусного сообщения обслуживаются РГУП «Управление автомобильного транспорта Южной Осетии».

## Города-побратимы
Города-побратимы согласно точке зрения частично признанной Республики Южная Осетия:
- / Тирасполь (непризнанная Приднестровская Молдавская Республика)[99];
- /Сухуми/Сухум[g] — 2006 год;
- Архангельск, Россия — 2009 год;
- Владикавказ, Россия — 2010 год;
- Саратов, Россия — 2010 год;
- Сергиев Посад, Россия — 2012 год;
- / Керчь (аннекс.) — 2019 год[100];
- Владивосток, Россия — 2021 год;
- Черкесск, Россия — 2022 год.